# Péter Módos
Dans le nom hongrois Módos Péter, le nom de famille précède le prénom, mais cet article utilise l’ordre habituel en français Péter Módos, où le prénom précède le nom.
Péter Módos, né le 17 décembre 1987 à Szigetvár, est un lutteur gréco-romain hongrois.

## Biographie
Le 5 août 2012, il obtient la médaille de bronze aux Jeux olympiques de Londres en catégorie des moins de 55 kg.

## Palmarès

### Jeux olympiques
- Médaille de bronze en -55 kg aux Jeux olympiques de 2012 à Londres

### Championnats du monde
- Médaille de bronze en catégorie des moins de 55 kg en 2013

### Championnats d'Europe
- Médaille d'argent en catégorie des moins de 55 kg en 2012
- Médaille de bronze en catégorie des moins de 55 kg en 2010
- Médaille de bronze en catégorie des moins de 55 kg en 2008